# Cyclaspis bicornis
Cyclaspis bicornis är en kräftdjursart som beskrevs av John Todd Zimmer 1921. Cyclaspis bicornis ingår i släktet Cyclaspis och familjen Bodotriidae. Inga underarter finns listade i Catalogue of Life.